# ویلی داسو
ویلی داسو (اسپانیایی: Willy Dasso‎; ۱۰ ژانویهٔ ۱۹۱۷ – ۱۰ نوامبر ۱۹۹۰) بازیکن بسکتبال اهل پرو بود. وی در بازی‌های المپیک تابستانی ۱۹۳۶ شرکت کرده‌است.